# Melchior Friderich
Melchior Friderich oder Friederich (* 9. Dezember 1654 in Landsberg am Lech; † 28. Juli 1709 in Ingolstadt) war ein deutscher Jesuit, Kirchenrechtler und Hochschullehrer.

## Leben
Friderich trat 1671 in den Jesuitenorden ein. 1687 wurde er zum Professor der Ethik an der Universität Ingolstadt ernannt, bevor er 1693 an die Universität Dillingen wechselte, an der er die Professur des Kirchenrechts übertragen bekam. 1700 wechselte er schließlich zurück nach Ingolstadt. Dort lehrte er bis zu seinem Tod Kirchenrecht. Wann er in Ingolstadt zum Dr. iur. can. und Dr. theol. promoviert wurde, ist nicht bekannt.

## Werke (Auswahl)
- Quaestiones Canonicae De Consanguinitate Et Affinitate, Bencard, Dillingen 1698.
- Praelectiones in Decretales, Ingolstadt 1707.
- Quaestiones Canonicae De Simonia, Graß, Ingolstadt 1709.
- Forum Competens Quæstionibus ex Universo Jure selectis, atque ad praxin utilissimis illustratum, Seu Tractatus Canonico-Civilis, de la Haye, Ingolstadt 1709.
- Quæstiones Canonicæ De Decimis, de la Haye, Ingolstadt 1710.